# Shark Tank Colombia
Shark Tank Colombia es un programa de televisión de telerrealidad estrenado el 23 de febrero de 2018, en Canal Sony y producido por Teleset, en asociación con Sony Pictures Television. El programa es una franquicia del formato internacional Dragons' Den (La guarida del dragón), el cual se originó en Japón en 2001.  

## Formato
Shark Tank Colombia muestra concursantes aspirantes a emprendedores realizando presentaciones de negocios a un panel de inversionistas, cada uno denominado «tiburón o shark», quienes luego decidirán invertir en ellos o no. 

## Producción

### Temporadas 1–4
La primera temporada contó con Alexander Torrenegra, Frank Kanayet, Mauricio Hoyos, Ricardo Leyva, y Juliana Barreto. Además de la participación de Jean Claude Bessudo, alternando con Alexander Torrenegra. Todos miembros del elenco original de la serie.
El 1 de julio de 2017, ABC renovó la serie para una segunda temporada. La segunda temporada se estrenó el 27 de septiembre de 2018. El argentino Leonardo Wehe se sumó al reparto.
La tercera temporada fue estrenada el 6 de septiembre de 2019. Juliana Barreto no regresó como inversionista, aunque tuvo apariciones en cápsulas informativas. Esta temporada anexionó a tres nuevos tiburones: Alejandra Torres, Andrea Arnau y Sammy Bessudo.
En mayo del 2021, por medio de sus redes sociales se mostró el comienzo del rodaje de la cuarta temporada, así como la anexión de Hanoi Morillo y posteriormente, por medios de comunicación la de Miguel Caballero.La cuarta temporada del programa fue estrenada el 17 de septiembre de 2021.

### Temporadas 5–6
En mayo de 2022, se anunciaron las adiciones al elenco de Miguel McAllister, cofundador de Merqueo, Domicilios.com y Robin Food; y Álvaro Rodríguez, vicepresidente estratégico de Ventura Group Colombia, creador y cofundador de Comfy Colombia. Por otro lado, Alexander Torrenegra se reintegra tras haber estado ausente la temporada anterior. La quinta temporada del programa se anunció en mayo de 2022.
La sexta temporada del programa fue anunciada en abril de 2024. Incluye por primera vez a Miguel Piedrahita, un experto en negocios y juntas directivas de empresas como Celsia Colombia y ODINSA. Se estrenó el 27 de septiembre de 2024.

## Elenco
| Tiburones                | Temporadas | Temporadas | Temporadas | Temporadas | Temporadas | Temporadas | Temporadas |
| Tiburones                | 1          | 2          | 3          | 4          | 5          | 6          |            |
| ------------------------ | ---------- | ---------- | ---------- | ---------- | ---------- | ---------- | ---------- |
| Juliana Barreto          | Principal  | Principal  | [ 13 ]     |            |            |            |            |
| Frank Kanayet            | Principal  | Principal  | Principal  |            |            |            |            |
| Ricardo Leyva            | Principal  | Principal  | Principal  | Principal  |            |            |            |
| Alexander Torrenegra     | Principal  | Principal  | Principal  |            | Principal  | Principal  |            |
| Mauricio Hoyos           | Principal  | Principal  | Principal  | Principal  | Principal  | Principal  |            |
| Leonardo Wehe            |            | Principal  | Principal  | Principal  | Principal  | Principal  |            |
| Andrea Arnau             |            |            | Principal  | Principal  | Principal  | Principal  |            |
| Alejandra Torres         |            |            | Principal  | Principal  |            |            |            |
| Samy Bessudo             |            |            | Principal  | Principal  |            |            |            |
| Miguel Caballero         |            |            |            | Principal  |            |            |            |
| Hanoi Morillo            |            |            |            | Principal  | Principal  | Principal  |            |
| Miguel McAllister        |            |            |            |            | Principal  | Principal  |            |
| Álvaro Rodríguez         |            |            |            |            | Principal  | Principal  |            |
| Miguel Piedrahita        |            |            |            |            |            | Principal  |            |
| Inversionistas Invitados |            |            |            |            |            |            |            |
| Jean Claude Bessudo      | Invitado   |            |            |            |            |            |            |

### Crossovers
En el periodo entre la tercera y cuarta temporada, Mauricio Hoyos y Andrea Arnau nadaron a aguas internacionales. Ambos colombianos, junto con Ana Victoria García de Shark Tank México, fueron presentados como inversionistas invitados en la sexta temporada de dicha emisión de la franquicia.
Simultáneamente a la emisión de la cuarta temporada, Mauricio Hoyos volvió a participar como invitado en la sexta temporada de Shark Tank México y Andrea Arnau siendo parte del especial Mujeres Emprendedoras.

## Episodios
| Temporada | Temporada | Episodios | Transmisión              | Transmisión             |
| Temporada | Temporada | Episodios | Inicio                   | Final                   |
| --------- | --------- | --------- | ------------------------ | ----------------------- |
|           | T1        | 10        | 23 de febrero de 2018    | 27 de abril de 2018     |
|           | T2        | 11        | 7 de septiembre de 2018  | 9 de noviembre de 2018  |
|           | T3        | 20        | 6 de septiembre de 2019  | 27 de marzo de 2020     |
|           | T4        | 10        | 17 de septiembre de 2021 | 19 de noviembre de 2021 |
|           | T5        | 20        | 16 de septiembre de 2022 | 17 de marzo de 2023     |
|           | T6        | –         | 27 de septiembre de 2024 | –                       |

### Temporada 1 (2018)
| N.º (total) | N.º (temp.) | Título        | Estreno Original      |
| ----------- | ----------- | ------------- | --------------------- |
| 1           | 1           | «Episodio 1»  | 23 de febrero de 2018 |
| 2           | 2           | «Episodio 2»  | 2 de marzo de 2018    |
| 3           | 3           | «Episodio 3»  | 9 de marzo de 2018    |
| 4           | 4           | «Episodio 4»  | 16 de marzo de 2018   |
| 5           | 5           | «Episodio 5»  | 23 de marzo de 2018   |
| 6           | 6           | «Episodio 6»  | 30 de marzo de 2018   |
| 7           | 7           | «Episodio 7»  | 6 de abril de 2018    |
| 8           | 8           | «Episodio 8»  | 13 de abril de 2018   |
| 9           | 9           | «Episodio 9»  | 20 de abril de 2018   |
| 10          | 10          | «Episodio 10» | 27 de abril de 2018   |

### Temporada 2 (2018)
| N.º (total) | N.º (temp.) | Título        | Estreno Original         |
| ----------- | ----------- | ------------- | ------------------------ |
| 11          | 1           | «Episodio 1»  | 7 de septiembre de 2018  |
| 12          | 2           | «Episodio 2»  | 7 de septiembre de 2018  |
| 13          | 3           | «Episodio 3»  | 24 de septiembre de 2018 |
| 14          | 4           | «Episodio 4»  | 21 de septiembre de 2018 |
| 15          | 5           | «Episodio 5»  | 28 de septiembre de 2018 |
| 16          | 6           | «Episodio 6»  | 5 de octubre de 2018     |
| 17          | 7           | «Episodio 7»  | 12 de octubre de 2018    |
| 18          | 8           | «Episodio 8»  | 19 de octubre de 2018    |
| 19          | 9           | «Episodio 9»  | 26 de octubre de 2018    |
| 20          | 10          | «Episodio 10» | 2 de noviembre de 2018   |
| 21          | 11          | «Episodio 11» | 9 de noviembre de 2018   |

### Temporada 3 (2019–2020)
| N.º (total) | N.º (temp.) | Título        | Estreno Original         |
| ----------- | ----------- | ------------- | ------------------------ |
| 22          | 1           | «Episodio 1»  | 6 de septiembre de 2019  |
| 23          | 2           | «Episodio 2»  | 13 de septiembre de 2019 |
| 24          | 3           | «Episodio 3»  | 20 de septiembre de 2019 |
| 25          | 4           | «Episodio 4»  | 27 de septiembre de 2019 |
| 26          | 5           | «Episodio 5»  | 4 de octubre de 2019     |
| 27          | 6           | «Episodio 6»  | 11 de octubre de 2019    |
| 28          | 7           | «Episodio 7»  | 18 de octubre de 2019    |
| 29          | 8           | «Episodio 8»  | 25 de octubre de 2019    |
| 30          | 9           | «Episodio 9»  | 1 de noviembre de 2019   |
| 31          | 10          | «Episodio 10» | 8 de noviembre de 2019   |
| 32          | 11          | «Episodio 11» | 24 de enero de 2020      |
| 33          | 12          | «Episodio 12» | 31 de enero de 2020      |
| 34          | 13          | «Episodio 13» | 7 de febrero de 2020     |
| 35          | 14          | «Episodio 14» | 14 de febrero de 2020    |
| 36          | 15          | «Episodio 15» | 21 de febrero de 2020    |
| 37          | 16          | «Episodio 16» | 28 de febrero de 2020    |
| 38          | 17          | «Episodio 17» | 6 de marzo de 2020       |
| 39          | 18          | «Episodio 18» | 13 de marzo de 2020      |
| 40          | 19          | «Episodio 19» | 20 de marzo de 2020      |
| 41          | 20          | «Episodio 20» | 27 de marzo de 2020      |

### Temporada 4 (2021)
| N.º (total) | N.º (temp.) | Título        | Estreno Original         |
| --- | ----------- | ------------- | ------------------------ |
| 42 | 1           | «Episodio 1»  | 17 de septiembre de 2021 |
| Dos socias con una visión que revolucionará el sector del turismo (MAWAY); un negocio con una versión muy saludable de la comida rápida (BOB AND SUE); y un emprendedor con un proyecto de impacto social y cultural controversial (COCA NASA) Panel de inversionistas: Mauricio Hoyos, Hanoi Morillo, Andrea Arnau, Samy Bessudo y Ricardo Leyva. |             |               |                          |
| 43 | 2           | «Episodio 2»  | 24 de septiembre de 2021 |
| Una joven emprendedora que hace moda que pone la paz por encima de todo (MANIFIESTA); un empresario que ofrece la más alta tecnología para eventos (EVENTECH); y un negocio que transformó la manera de consumir un producto muy colombiano (SR. BUÑUELO) Panel de inversionistas: Mauricio Hoyos, Andrea Arnau, Samy Bessudo, Leonardo Wehe y Alejandra Torres. |             |               |                          |
| 44 | 3           | «Episodio 3»  | 1 de octubre de 2021     |
| En este episodio de Shark Tank Colombia: la primera empresa de entrenamiento visual de Latinoamérica (EYEBIX); dos emprendedores que ofrecen experiencias y picnics en parques (MOMENTOS PICNIC); y un diseñador y deportista que quiere impulsar la guadua colombiana en longboards (LONGBOARD COLOMBIA). Panel de inversionistas: Mauricio Hoyos, Hanoi Morillo, Andrea Arnau, Samy Bessudo y Ricardo Leyva.                                                                             |             |               |                          |
| 45 | 4           | «Episodio 4»  | 8 de octubre de 2021     |
| En este episodio de Shark Tank Colombia: un proyecto que llega a demostrar el ingenio de los colombianos (INGENNOVA); una emprendedora con las alas bien puestas para negociar (ABEEJA); un empresario que espera cambiar cómo los tiburones ven los negocios (COLOR LENS); y un proyecto tecnológico muy competitivo (GOAMA). Panel de inversionistas: Mauricio Hoyos, Andrea Arnau, Samy Bessudo, Miguel Caballero y Leonardo Wehe.                                                      |             |               |                          |
| 46 | 5           | «Episodio 5»  | 15 de octubre de 2021    |
| Un par de emprendedores que agilizan el trabajo con sus asientos (IPA SAS); una app llena de comida con una segunda oportunidad (PLANET OLIVER); y dos socios que ven gran potencial en el negocio del entretenimiento con artistas a un click (TU TOQUE). Panel de inversionistas: Mauricio Hoyos, Hanoi Morillo, Andrea Arnau, Samy Bessudo y Ricardo Leyva. |             |               |                          |
| 47 | 6           | «Episodio 6»  | 22 de octubre de 2021    |
| Una plataforma que conecta a productores de café en territorios de posconflicto con clientes internacional (INDIE GROW); una empresa productora y comercializadora de comida natural para perros y gatos (WOW CAN); una plataforma digital con terapeutas certificados para dar masajes a domicilio (COMFY); y un emprendimiento que desafiará el paladar de los tiburones (BOLAB). Panel de inversionistas: Mauricio Hoyos, Andrea Arnau, Samy Bessudo, Leonardo Wehe y Alejandra Torres. |             |               |                          |
| 48 | 7           | «Episodio 7»  | 29 de octubre de 2021    |
| Un joven empresario que a partir de un momento difícil creó un gran negocio (MOKS); un emprendedor que conoce muy bien la importancia de la prevención (HARPER); y dos socios que esperan transformar el e-commerce en Latinoamérica (CUBBO). Panel de inversionistas: Mauricio Hoyos, Hanoi Morillo, Andrea Arnau, Samy Bessudo y Ricardo Leyva. |             |               |                          |
| 49 | 8           | «Episodio 8»  | 5 de noviembre de 2021   |
| En este episodio de Shark Tank Colombia: una emprendedora que espera jugar con los tiburones (TOYNOVO); un inventor que quiere demostrar la funcionalidad de su ingenioso producto (POOPLANT); y una pareja que llega a cambiar las reglas de negociación (NO RULES SPORT). Panel de inversionistas: Mauricio Hoyos, Hanoi Morillo, Samy Bessudo, Ricardo Leyva y Andrea Arnau. |             |               |                          |
| 50 | 9           | «Episodio 9»  | 12 de noviembre de 2021  |
| Una marca dedicada a la venta de barriles y accesorios para hacer asados en lugares reducidos (STEAK & BEER); un señalizador luminoso para ciclistas que se activa a través de movimientos de cabeza (BIGO); y un sistema de recolección de residuos para empresas, con inteligencia artificial integrada (ECOBLUE). Panel de inversionistas: Mauricio Hoyos, Hanoi Morillo, Samy Bessudo, Ricardo Leyva y Andrea Arnau.                                                                   |             |               |                          |
| 51 | 10          | «Episodio 10» | 19 de noviembre de 2021  |
| Una pareja de esposos que fusionaron la moda y la comodidad (BABUCHIS); dos socios que esperan cambiar la manera de realizar mudanzas (KIUBOX); y un ganadero que trabaja por tecnificar el campo (CONTROL GANADERO). Panel de inversionistas: Mauricio Hoyos, Andrea Arnau, Samy Bessudo, Alejandra Torres y Leonardo Wehe. |             |               |                          |

### Temporada 5 (2022–2023)
| N.º (total) | N.º (temp.) | Título        | Estreno Original         |
| ----------- | ----------- | ------------- | ------------------------ |
| 52          | 1           | «Episodio 1»  | 16 de septiembre de 2022 |
| 53          | 2           | «Episodio 2»  | 23 de septiembre de 2022 |
| 54          | 3           | «Episodio 3»  | 30 de septiembre de 2022 |
| 55          | 4           | «Episodio 4»  | 7 de octubre de 2022     |
| 56          | 5           | «Episodio 5»  | 14 de octubre de 2022    |
| 57          | 6           | «Episodio 6»  | 21 de octubre de 2022    |
| 58          | 7           | «Episodio 7»  | 28 de octubre de 2022    |
| 59          | 8           | «Episodio 8»  | 4 de noviembre de 2022   |
| 60          | 9           | «Episodio 9»  | 11 de noviembre de 2022  |
| 61          | 10          | «Episodio 10» | 18 de noviembre de 2022  |
| 62          | 11          | «Episodio 11» | 13 de enero de 2023      |
| 63          | 12          | «Episodio 12» | 20 de enero de 2023      |
| 64          | 13          | «Episodio 13» | 27 de enero de 2023      |
| 65          | 14          | «Episodio 14» | 3 de febrero de 2023     |
| 66          | 15          | «Episodio 15» | 10 de febrero de 2023    |
| 67          | 16          | «Episodio 16» | 17 de febrero de 2023    |
| 68          | 17          | «Episodio 17» | 24 de febrero de 2023    |
| 69          | 18          | «Episodio 18» | 3 de marzo de 2023       |
| 70          | 19          | «Episodio 19» | 10 de marzo de 2023      |
| 71          | 20          | «Episodio 20» | 17 de marzo de 2023      |

### Temporada 6 (2024–2025)
| N.º (total) | N.º (temp.) | Título        | Estreno Original         |
| ----------- | ----------- | ------------- | ------------------------ |
| 72          | 1           | «Episodio 1»  | 27 de septiembre de 2024 |
| 73          | 2           | «Episodio 2»  | 4 de octubre de 2024     |
| 74          | 3           | «Episodio 3»  | 11 de octubre de 2024    |
| 75          | 4           | «Episodio 4»  | 18 de octubre de 2024    |
| 76          | 5           | «Episodio 5»  | 25 de octubre de 2024    |
| 77          | 6           | «Episodio 6»  | 1 de noviembre de 2024   |
| 78          | 7           | «Episodio 7»  | 8 de noviembre de 2024   |
| 79          | 8           | «Episodio 8»  | 15 de noviembre de 2024  |
| 80          | 9           | «Episodio 9»  | 22 de noviembre de 2024  |
| 81          | 10          | «Episodio 10» | 29 de noviembre de 2024  |
| 82          | 11          | —             | 13 de enero de 2025      |

## Estadísticas de inversiones
| Temporada 1 (2018)      | Temporada 1 (2018) | Temporada 1 (2018)   | Temporada 1 (2018) | Temporada 1 (2018) | Temporada 1 (2018) | Temporada 1 (2018)  |
|                         | Sharks             | Sharks               | Sharks             | Sharks             | Sharks             | Sharks              |
| ----------------------- | ------------------ | -------------------- | ------------------ | ------------------ | ------------------ | ------------------- |
| Emprendimiento          | Mauricio Hoyos     | Alexander Torrenegra | Frank Kanayet      | Juliana Barreto    | Ricardo Leyva      | Jean Claude Bessudo |
| Carton Made             | ofertó             | no ofertó            | ofertó             | ofertó             | no ofertó          | n/a                 |
| Eva                     | no ofertó          | no ofertó            | no ofertó          | no ofertó          | no ofertó          | n/a                 |
| Poopi                   | no ofertó          | no ofertó            | no ofertó          | no ofertó          | no ofertó          | n/a                 |
| Luzmi                   | no ofertó          | ofertó               | no ofertó          | no ofertó          | no ofertó          | n/a                 |
| FitFood                 | no ofertó          | no ofertó            | no ofertó          | no ofertó          | no ofertó          | n/a                 |
| Tecep                   | no ofertó          | no ofertó            | no ofertó          | no ofertó          | no ofertó          | n/a                 |
| LuaBooks                | no ofertó          | no ofertó            | ofertó             | ofertó             | ofertó             | n/a                 |
| Más Capacidad           | no ofertó          | no ofertó            | ofertó             | ofertó             | no ofertó          | n/a                 |
| Anastasia               | no ofertó          | no ofertó            | ofertó             | ofertó             | no ofertó          | n/a                 |
| Chué                    | no ofertó          | no ofertó            | no ofertó          | no ofertó          | no ofertó          | n/a                 |
| Bluup                   | no ofertó          | n/a                  | ofertó             | no ofertó          | no ofertó          | no ofertó           |
| Bearmen                 | no ofertó          | no ofertó            | no ofertó          | no ofertó          | no ofertó          | n/a                 |
| Futbol Fit Club         | no ofertó          | no ofertó            | no ofertó          | no ofertó          | no ofertó          | n/a                 |
| H La Cosedora           | no ofertó          | no ofertó            | no ofertó          | no ofertó          | no ofertó          | n/a                 |
| Houd Sound              | no ofertó          | n/a                  | no ofertó          | no ofertó          | no ofertó          | no ofertó           |
| LifePack                | ofertó             | n/a                  | ofertó             | ofertó             | ofertó             | ofertó              |
| Fiora                   | ofertó             | no ofertó            | no ofertó          | no ofertó          | no ofertó          | n/a                 |
| Sumart                  | ofertó             | no ofertó            | ofertó             | no ofertó          | no ofertó          | n/a                 |
| Palmato                 | ofertó             | ofertó               | ofertó             | ofertó             | ofertó             | n/a                 |
| Renueva Tu Closet       | no ofertó          | no ofertó            | no ofertó          | no ofertó          | no ofertó          | n/a                 |
| El Vómito               | no ofertó          | n/a                  | no ofertó          | no ofertó          | no ofertó          | no ofertó           |
| Vereda del Terror       | no ofertó          | no ofertó            | no ofertó          | no ofertó          | no ofertó          | n/a                 |
| Pet Gourmet             | ofertó             | ofertó               | no ofertó          | no ofertó          | ofertó             | n/a                 |
| Roztea                  | no ofertó          | no ofertó            | no ofertó          | no ofertó          | no ofertó          | n/a                 |
| Tech 4 Riders           | no ofertó          | no ofertó            | no ofertó          | no ofertó          | no ofertó          | n/a                 |
| Car B                   | no ofertó          | ofertó               | no ofertó          | no ofertó          | ofertó             | n/a                 |
| The Frenchie Co         | ofertó             | n/a                  | ofertó             | no ofertó          | no ofertó          | no ofertó           |
| Tattoo Pride            | no ofertó          | n/a                  | no ofertó          | no ofertó          | ofertó             | no ofertó           |
| Natunova                | no ofertó          | no ofertó            | no ofertó          | no ofertó          | no ofertó          | n/a                 |
| Ludófono                | no ofertó          | no ofertó            | no ofertó          | no ofertó          | no ofertó          | n/a                 |
| Diseclar                | no ofertó          | n/a                  | no ofertó          | no ofertó          | no ofertó          | no ofertó           |
| Max & Mixer Squeezer    | no ofertó          | n/a                  | no ofertó          | no ofertó          | no ofertó          | no ofertó           |
| App Infusiones          | ofertó             | ofertó               | ofertó             | no ofertó          | no ofertó          | n/a                 |
| Grandes Negocios Arjona | no ofertó          | no ofertó            | no ofertó          | no ofertó          | no ofertó          | n/a                 |
| Celucambio              | no ofertó          | n/a                  | no ofertó          | no ofertó          | no ofertó          | no ofertó           |
| Comproagro              | ofertó             | n/a                  | ofertó             | no ofertó          | ofertó             | ofertó              |
| Papi                    | no ofertó          | n/a                  | ofertó             | no ofertó          | no ofertó          | no ofertó           |
| Veces que invirtió      | 9                  | 5                    | 12                 | 6                  | 7                  | 2                   |
| Total Invertido         | $663.583.333       | $215.666.666         | $751.916.667       | $247.333.334       | $295.250.000       | $111.250.000        |